# UEFA欧州選手権1976
UEFA欧州選手権1976（英: 1976 UEFA European Football Championship）は欧州サッカー連盟の主催で1976年に開催された欧州選手権である。大会は32の国と地域が参加して予選ラウンドが行われた。予選を勝ち抜いた4か国が参加してユーゴスラビアで決勝大会が行われ、チェコスロバキアが初のヨーロッパ王者となった。パネンカの生まれた大会としても名高い。

## 予選ラウンド

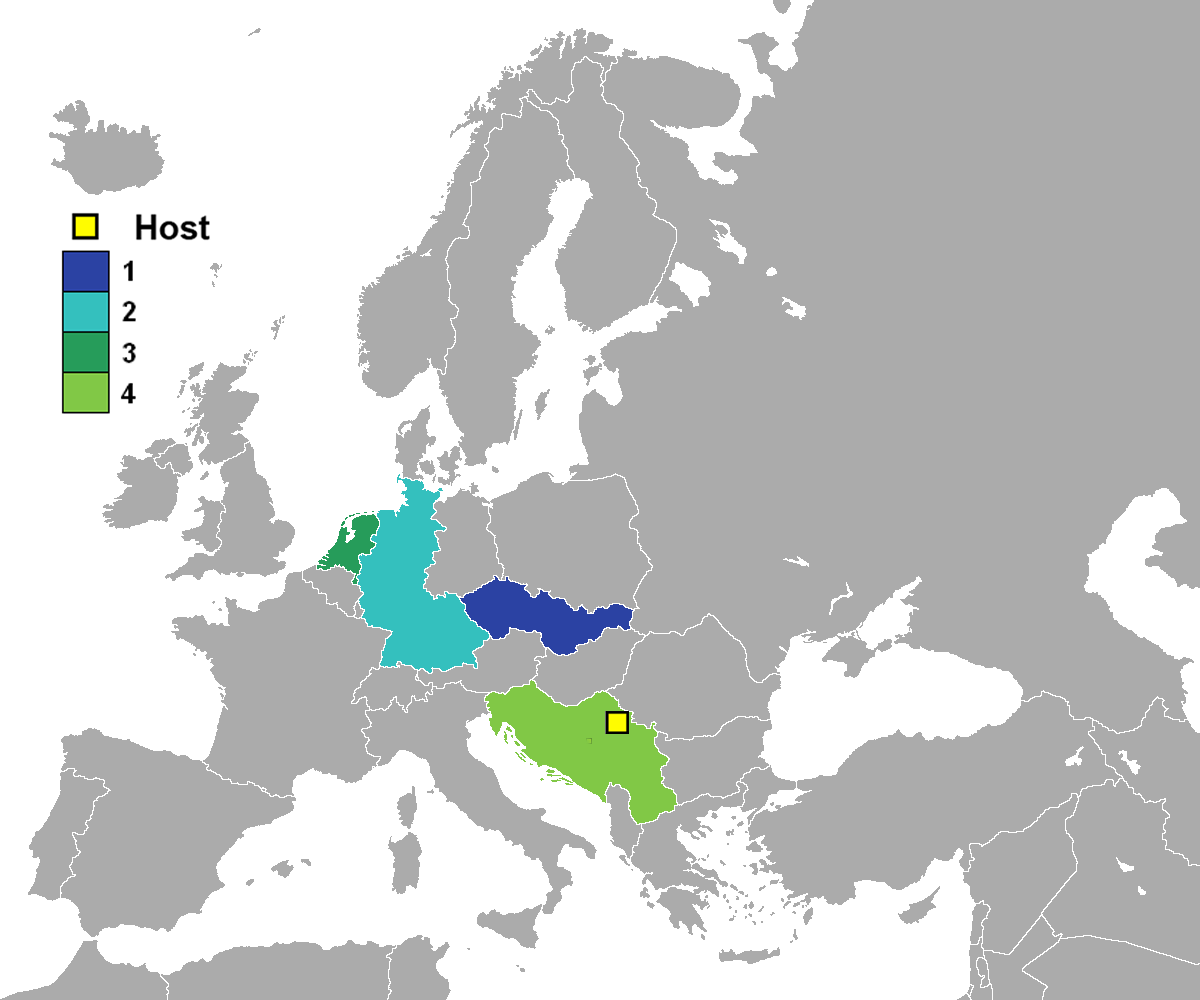
UEFA欧州選手権1976決勝大会進出国

予選は、1974年から1976年にかけて行われた。32か国（アルバニアが不参加、アイスランドが3大会ぶりに出場）を8つのグループに振り分けたグループリーグがホームアンドアウェー方式で行われた。勝利には勝ち点2、引分けには勝ち点1、敗北には勝ち点0が与えられた。グループリーグの1位通過国だけが、準々決勝へ予選通過することができた。準々決勝も同じくホームアンドアウェーの2回戦制で行われ、勝ち残った4か国が決勝大会へ進出することが出来る。

### グループリーグ
- グループ1組  チェコスロバキア
- グループ2組  ウェールズ
- グループ3組  ユーゴスラビア
- グループ4組  スペイン
- グループ5組  オランダ
- グループ6組  ソビエト連邦
- グループ7組  ベルギー
- グループ8組  西ドイツ

### 準々決勝
| チーム♯1         | 合計 | チーム♯2     | 第1戦 | 第2戦 |
| ---------------- | ---- | ------------ | ----- | ----- |
| チェコスロバキア | 4-2  | ソビエト連邦 | 2-0   | 2-2   |
| スペイン         | 1-3  | 西ドイツ     | 1-1   | 0-2   |
| ユーゴスラビア   | 3-1  | ウェールズ   | 2-0   | 1-1   |
| オランダ         | 7-1  | ベルギー     | 5-0   | 2-1   |

## 決勝大会
|  | 準決勝                                                        | 準決勝   |                                                     |       | 決勝 | 決勝 |
|  |                                                               |          |                                                     |       |      |      |
|  | 6月16日 - ザグレブ (マクシミール・スタジアム)                 |          |                                                     |       |      |      |
|  |                                                               |          |                                                     |       |      |      |
|  | オランダ                                                      | 1        |                                                     |       |      |      |
|  | オランダ                                                      | 1        | ベオグラード (スタディオン・ツルヴェナ・ズヴェズダ) |       |      |      |
|  | チェコスロバキア (延長)                                       | 3        |                                                     |       |      |      |
|  | チェコスロバキア (延長)                                       | 3        | チェコスロバキア (p)                                | 2 (5) |      |      |
|  | 6月17日 - ベオグラード (スタディオン・ツルヴェナ・ズヴェズダ) |          | チェコスロバキア (p)                                | 2 (5) |      |      |
|  |                                                               | 西ドイツ | 2 (3)                                               |       |      |      |
|  | ユーゴスラビア                                                | 西ドイツ | 2 (3)                                               | 2     |      |      |
|  | ユーゴスラビア                                                |          |                                                     | 2     |      |      |
|  | 西ドイツ (延長)                                               | 4        |                                                     |       |      |      |
|  | 西ドイツ (延長)                                               | 4        |                                                     |       |      |      |

### 準決勝
| 1976年6月16日 20:15 |

| チェコスロバキア                                    | 3 - 1 (延長) | オランダ                 |
| オンドルシュ 19分 · ネホダ 114分 · ヴェセリー 118分 |              | オンドルシュ 77分 (o.g.) |

| マクシミール・スタジアム、ザグレブ 観客数: 17,969人 |

| 1976年6月17日 20:15 |

| ユーゴスラビア                    | 2 - 4 (延長) | 西ドイツ                                  |
| ポピヴォダ 19分 · ジャイッチ 30分 |              | フローエ 64分 · ミュラー 82分 115分 119分 |

| スタディオン・ツルヴェナ・ズヴェズダ、ベオグラード 観客数: 50,562人 |

### 3位決定戦
| 1976年6月19日 20:15 |

| オランダ                                 | 3 - 2 (延長) | ユーゴスラビア                      |
| ヘールス 27分 107分 · W・ケルクホフ 39分 |              | カタリンスキ 43分 · ジャイッチ 82分 |

| マクシミール・スタジアム、ザグレブ 観客数: 6,766人 |

### 決勝
| 1976年6月20日 20:15 |

| チェコスロバキア                       | 2 - 2 (延長) | 西ドイツ                              |
| シュヴェフリーク 8分 · ドビアシュ 25分 |              | ミュラー 28分 · ヘルツェンバイン 89分 |

| スタディオン・ツルヴェナ・ズヴェズダ、ベオグラード 観客数: 30,790人 |

|                                                  |       | PK戦                                  |  |
| パネンカ ユルケミク オンドルシュ ネホダ マスニー | 5 – 3 | ボンガルツ フローエ ボンホフ ヘーネス |  |

## 最終結果
| UEFA欧州選手権1976優勝国    |
| --------------------------- |
| · チェコスロバキア · 初優勝 |

## 得点ランキング
4得点
- ディーター・ミュラー

2得点
- ドラガン・ジャイッチ
- ルート・ヘールス